# Planta hiperacumuladora
Una planta hiperacumuladora es una planta capaz de crecer en suelos con grandes concentraciones de metales pesados, concentraciones que resultan tóxicas incluso para especies cercanamente emparentadas a la misma. Estas plantas extraen el metal del suelo a través de sus raíces y lo concentran hasta niveles extremadamente altos en sus tejidos, por lo cual son investigadas como agentes de fitorremediación de suelos contaminados y de fitominería (recuperación de metales obtenidos por las plantas).
En las especies investigadas no se han encontrado nuevos genes “hiperacumuladores”, sino que son plantas con los mismos genes que sus parientes cercanos que poseen maquinaria genética que capta metales a una velocidad muy baja. Las plantas hiperacumuladoras son más veloces en la captación de metales por las raíces, lo transfieren más rápidamente al tejido vascular del tallo, y lo almacenan en mayores cantidades en sus hojas y raíces. La habilidad hiperacumuladora en relación con especies emparentadas se encontró debida a una expresión diferencial de genes y una diferente regulación de los genes presentes en especies emparentadas.
Se hipotetiza que la maquinaria genética acumuladora de metales evolucionó debido a que posee la ventaja adaptativa de provocar rechazo en herbívoros de alimentarse de esa planta, o la ventaja  de aumentar la toxicidad de metabolitos que provocan ese rechazo.
Se han identificado unas 500 especies de angiospermas con la habilidad hiperacumuladora. También hay algas y hongos hiperacumuladores.
Las plantas acumuladoras tienen interés económico no solo por su habilidad de agentes de fitorremediación de ecosistemas contaminados, sino por su potencial para ser utilizadas como agentes de cosecha de metales, plantando y luego cosechando la planta en lugares con altas concentraciones de un metal, y posteriormente extrayendo el metal de sus tejidos (fitominería).